# گاه‌شمار

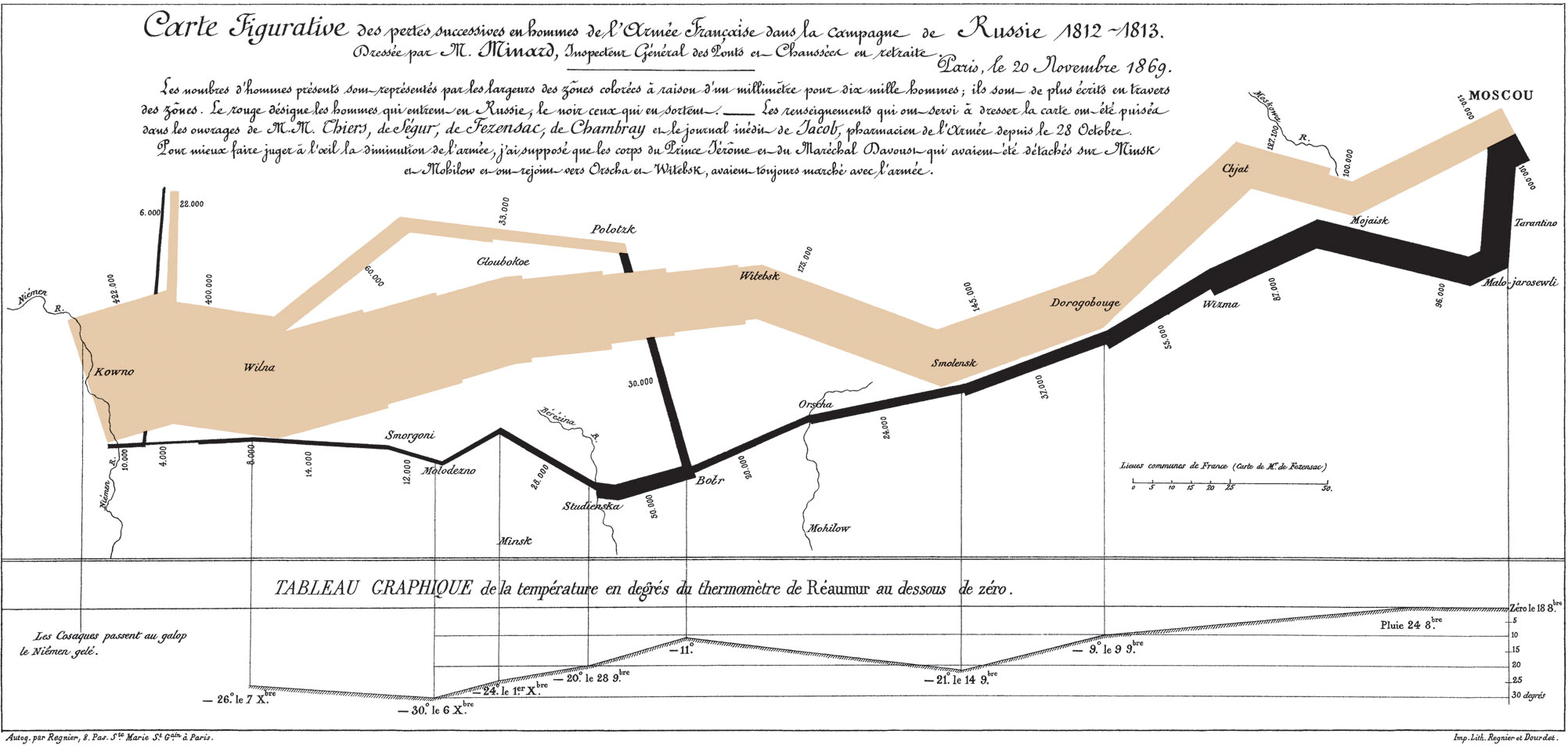
یک نمونه تسلسل زمانی

محورِ زمان یا خط زمانی یا تسلسل زمانی یا گاه‌شمار یا گاه‌نما یا تایم لاین (به انگلیسی: Timeline) راهی برای نمایش فهرستی از وقایع به ترتیب زمان است. کارکرد آن، دسته‌بندی اطّلاعات به صورت گرافیکی ست و اهمیّت آن در نشان دادن ترتیب زمان است. دلیل معادل‌های مختلف Timeline در فارسی، کاربردهای آن در علوم و امور مختلف است. مثلاً، تسلسل زمانی در تعلیم و تربیت استفاده می‌شود تا به دانش آموزان و پژوهشگران کمک کند تا وقایع و روند یک موضوع خاص را در یابند. آن‌ها اغلب برای نمایش دوره‌های زمانی بین دو رویداد استفاده می‌شدند. گاهی تایم لاین به عنوان «پروژه مصنوعی» نیز شناخته می‌شود. 

## کاربردها

### تاریخ
برای نمایش زندگی‌نامه کاربرد دارد.

### علوم طبیعی
- گاه‌شمار آلفونزای همه گیر سال ۲۰۰۹
- مقیاس زمانی زمین‌شناسی
- گاه‌شمار مهبانگ
- گاه‌شمار تکامل

### مدیریت پروژه
برای کنترل پروژه نیز کاربرد دارد و به کمک آن می‌توان روند رشد و تغییر پروژه را مشخص کرد.